# Tournament of Champions 2011
Het eindejaarstennistoernooi Tournament of Champions (officieel Commonwealth Bank Tournament of Champions]) van 2011 vond plaats van 3 tot en met 6 november 2011 op het Indonesische eiland Bali. Er werd gespeeld op een hardcourt-ondergrond.
De zes hoogst gerangschikte speelsters die in het afgelopen seizoen minstens één toernooi in de categorie International hadden gewonnen en niet deelnamen aan de WTA Tour Championships, waren automatisch gekwalificeerd voor het toernooi. Daarnaast werden door de organisatie twee wildcards uitgereikt – dit jaar gingen deze naar Peng Shuai en titelverdedigster Ana Ivanović.
Net als vorig jaar werd gespeeld volgens een conventioneel "enkelvoudige eliminatie"-schema bestaande uit een eerste ronde, halve finale en finale, aangevuld met een duel om de derde en de vierde plaats.

## Resultaten

### Derde plaats
Doordat Sabine Lisicki in haar halve finale tegen Anabel Medina Garrigues een blessure had opgelopen die haar verderspelen verhinderde, vond het duel tussen de twee verliezende halvefinalistes dit jaar niet plaats, waardoor Nadja Petrova naar de derde plaats wandelde. Om het publiek dat nu eenmaal een kaartje had gekocht voor deze vervallen wedstrijd toch waar voor hun geld te geven, speelde Petrova een partij voor spek en bonen tegen Daniela Hantuchová die, als een van de weinige overgebleven ongeblesseerde speelsters, ter beschikking stond als slachtoffer voor Petrova's ambitie om alsnog door een partijwinst haar recht op de derde plaats te bevestigen.

### Tweede plaats
Niet alleen tegen Sabine Lisicki, maar in de eerste ronde ook tegen Marion Bartoli stond Anabel Medina Garrigues één-één gelijk in sets, waarna de desbetreffende tegenstandster gedurende de derde set de strijd moest staken. Aldus geraakte Medina Garrigues tot de grootste enkelspelfinale in haar loopbaan tot dusver.

### Eerste plaats
Titelverdedigster Ana Ivanović bereikte de finale zonder setverlies, via overwinningen op Roberta Vinci en Nadja Petrova. Op de dag dat ze haar 24e verjaardag vierde, was Ivanović goed in vorm in haar eindstrijd tegen medefinaliste Anabel Medina Garrigues. Al vroeg in de eerste set brak ze Anabels opslag om de eerste setwinst te verzekeren. In de slechts 27 minuten durende tweede set domineerde Ana het spel volledig – ze verloor slechts zeven punten en geen enkele game. Aldus kon zij ook deze editie van het toernooi op haar naam schrijven. Het was haar enige toernooizege in 2011, haar elfde WTA-titel in totaal.

### Geplaatste speelsters
| nr. | speelster               | ranking | rechtgevende toernooiwinst   | prestatie     | uitgeschakeld door      |
| --- | ----------------------- | ------- | ---------------------------- | ------------- | ----------------------- |
| 1.  | Marion Bartoli          | 9       | Osaka                        | eerste ronde  | Anabel Medina Garrigues |
| 2.  | Peng Shuai              | 16      | wildcard                     | eerste ronde  | Nadja Petrova           |
| 3.  | Sabine Lisicki          | 18      | Birmingham Dallas            | vierde plaats | Anabel Medina Garrigues |
| 4.  | Roberta Vinci           | 22      | Barcelona Rosmalen Boedapest | eerste ronde  | Ana Ivanović            |
| 5.  | Daniela Hantuchová      | 23      | Pattaya                      | eerste ronde  | Sabine Lisicki          |
| 6.  | Ana Ivanović            | 26      | wildcard                     | winnares      |                         |
| 7.  | Anabel Medina Garrigues | 28      | Estoril Palermo              | tweede plaats | Ana Ivanović            |
| 8.  | Nadja Petrova           | 31      | Washington                   | derde plaats  | Ana Ivanović            |

### Prijzengeld en WTA-punten
| resultaat     | prijzengeld | WTA-punten |
| ------------- | ----------- | ---------- |
| winnares      | $ 210.000   | 375        |
| finale        | $ 120.000   | 255        |
| derde plaats  | $ 70.000    | 180        |
| vierde plaats | $ 60.000    | 165        |
| eerste ronde  | $ 35.000    | 75         |

## Toernooischema
| Legenda | Legenda                  |
| ------- | ------------------------ |
| Q       | Qualifier                |
| WC      | Deelname via wildcard    |
| LL      | Lucky Loser              |
| r       | Opgave / trok zich terug |
| w/o     | Walk-over                |
| Alt     | Alternate                |
| SE      | Special Exempt           |
| PR      | Protected Ranking        |
| d       | Diskwalificatie          |

|  | Eerste ronde | Eerste ronde            | Eerste ronde   | Eerste ronde | Eerste ronde |    |                         | Halve finale | Halve finale                 | Halve finale                 | Halve finale                 | Halve finale                 |                              |  | Finale | Finale                  | Finale | Finale | Finale | Finale | Finale |
|  |              |                         |                |              |              |    |                         |              |                              |                              |                              |                              |                              |  |        |                         |        |        |        |        |        |
|  | 1            | Marion Bartoli          | 6              | 67           | 0r           |    |                         |              |                              |                              |                              |                              |                              |  |        |                         |        |        |        |        |        |
|  |              | Anabel Medina Garrigues | 4              | 7            | 1            |    |                         |              |                              |                              |                              |                              |                              |  |        |                         |        |        |        |        |        |
|  |              | Anabel Medina Garrigues | 4              | 7            | 1            |    | Anabel Medina Garrigues | 6            | 4                            | 4                            |                              |                              |                              |  |        |                         |        |        |        |        |        |
|  |              |                         |                |              |              |    | Anabel Medina Garrigues | 6            | 4                            | 4                            |                              |                              |                              |  |        |                         |        |        |        |        |        |
|  |              | 3                       | Sabine Lisicki | 3            | 6            | 0r |                         |              |                              |                              |                              |                              |                              |  |        |                         |        |        |        |        |        |
|  | 3            | 3                       | Sabine Lisicki | 3            | 6            | 0r | Sabine Lisicki          | 7            | 6                            |                              |                              |                              |                              |  |        |                         |        |        |        |        |        |
|  | 3            |                         |                |              |              |    | Sabine Lisicki          | 7            | 6                            |                              |                              |                              |                              |  |        |                         |        |        |        |        |        |
|  |              | Daniela Hantuchová      | 5              | 2            |              |    |                         |              |                              |                              |                              |                              |                              |  |        |                         |        |        |        |        |        |
|  |              |                         |                |              |              |    |                         |              |                              |                              |                              |                              |                              |  |        | Anabel Medina Garrigues | 3      | 0      |        |        |        |
|  |              |                         | WC             | Ana Ivanović | 6            | 6  |                         |              |                              |                              |                              |                              |                              |  |        |                         |        |        |        |        |        |
|  | WC           | Ana Ivanović            | 6              | 6            |              |    |                         |              |                              |                              |                              |                              |                              |  |        |                         |        |        |        |        |        |
|  | 4            | Roberta Vinci           | 3              | 3            |              |    |                         |              |                              |                              |                              |                              |                              |  |        |                         |        |        |        |        |        |
|  | 4            | Roberta Vinci           | 3              | 3            |              | WC | Ana Ivanović            | 6            | 7                            |                              |                              |                              |                              |  |        |                         |        |        |        |        |        |
|  |              |                         |                |              |              | WC | Ana Ivanović            | 6            | 7                            |                              |                              |                              |                              |  |        |                         |        |        |        |        |        |
|  |              |                         | Nadja Petrova  | 1            | 5            |    |                         |              | Wedstrijd om de derde plaats | Wedstrijd om de derde plaats | Wedstrijd om de derde plaats | Wedstrijd om de derde plaats | Wedstrijd om de derde plaats |  |        |                         |        |        |        |        |        |
|  |              | Nadja Petrova           | Nadja Petrova  | 1            | 5            | 6  | 6                       |              | Wedstrijd om de derde plaats | Wedstrijd om de derde plaats | Wedstrijd om de derde plaats | Wedstrijd om de derde plaats | Wedstrijd om de derde plaats |  |        |                         |        |        |        |        |        |
|  |              | Nadja Petrova           |                |              |              | 6  | 6                       |              |                              |                              |                              |                              |                              |  |        |                         |        |        |        |        |        |
|  | 2/WC         | Peng Shuai              | 4              | 3            |              |    |                         |              |                              |                              |                              |                              |                              |  |        | Nadja Petrova           | w      | /      | o      |        |        |
|  |              |                         |                |              |              |    |                         |              |                              |                              |                              |                              |                              |  | 3      | Sabine Lisicki          |        |        |        |        |        |

## Bron
- (en)  Toernooischema WTA

2009 · 2010 · 2011 · 2012 · 2013 · 2014 · 2015 · 2016 · 2017 · 2018 · 2019 · 2020–2022 · 2023
Grand Slam: Australian Open · Roland Garros · Wimbledon · US Open
Landenteams: Fed Cup · Hopman Cup